# Hawkeye, Coastguard
Hawkeye, Coastguard è un cortometraggio muto del 1912 diretto e interpretato da Hay Plumb.
Si conoscono pochi dati del film che, prodotto dalla Hepworth, fu distrutto nel 1924 dallo stesso produttore, Cecil M. Hepworth. Fallito, in gravissime difficoltà finanziarie, il produttore pensò in questo modo di per poter almeno recuperare il nitrato d'argento della pellicola.

## Trama
Una guardia costiera attraversa la Manica. Arrivato in Francia, però, non può esibire il passaporto ed è costretto a ritornare indietro.

## Produzione
Il film fu prodotto dalla Hepworth.

## Distribuzione
Distribuito dalla Hepworth, il film - un cortometraggio di 145 metri - uscì nelle sale cinematografiche britanniche nell'ottobre 1912.